# Антюфєєв Леонтій Макарович
Леонтій Макарович Антюфєєв (1905, місто Санкт-Петербург, тепер Російська Федерація — 1975, місто Ленінград, тепер місто Санкт-Петербург, Російська Федерація) — радянський партійний діяч, 1-й секретар Псковського обласного комітету ВКП(б). Депутат Верховної Ради СРСР 2-го скликання.

## Біографія
У 1918—1920 роках навчався в учительській семінарії в Курській губернії. Розпочав трудову діяльність у 1920 році наймитом, працював робітником на фабриці імені В. Слуцької в Ленінграді, з 1928 року обирався секретарем комітету комсомолу фабрики.
Член ВКП(б) з 1928 року.
У 1932—1939 роках — секретар партійного комітету фабрики імені Горького в Ленінграді; інструктор, секретар Свердловського районного комітету ВКП(б) міста Ленінграда.
У 1939—1944 роках — завідувач організаційно-інструкторського відділу Ленінградського міського комітету ВКП(б). У 1941—1944 роках — член Військової ради Ленінградського народного ополчення, комісар штабу Військової ради оборони міста Ленінграда.
У серпні 1944 — 20 жовтня 1949 року — 1-й секретар Псковського обласного комітету ВКП(б). Одночасно з серпня 1944 до жовтні 1949 року — 1-й секретар Псковського міського комітету ВКП(б).
У жовтні 1949 року звільнений з посади секретаря і незабаром заарештований по «Ленінградській справі». З 1950 до 1955 року працював начальником цеху артілі «Культіграшка» в Ленінграді.
У квітні 1955—1958 роках — 1-й заступник голови виконавчого комітету Талди-Курганської обласної ради депутатів трудящих Казахської РСР.
У 1958 році закінчив річні курси перепідготовки керівних партійних працівників при ЦК КПРС.
З 1958 року — начальник відділу, начальник Управління кінофікації виконавчого комітету Ленінградської обласної ради депутатів трудящих.
Потім — на пенсії в Ленінграді. Помер у 1975 році. Похований на Ново-Волковському цвинтарі міста Ленінграда (Санкт-Петербурга).

## Нагороди
- орден Леніна
- орден Вітчизняної війни ІІ ст.
- два ордени Трудового Червоного Прапора
- два ордени «Знак Пошани»
- вісім медалей
- Почесна грамота Президії Верховної ради РРФСР
- Заслужений працівник культури Російської РФСР